# Victor Flour de Saint-Genis
Victor Flour de Saint-Genis, que l'on trouve également sous la forme Victor de Saint-Genis, né le 7 décembre 1830 et mort le 13 novembre 1904 à Vic-de-Chassenay, est un historien, inspecteur des finances, puis conservateur des hypothèques à Châtellerault et à Paris. Il a également publié sous le pseudonyme de Georges Stell.

## Biographie
Victor-Bénigne est né le 1er décembre, selon la notice data.bnf.fr (site de la BNF) ou le 7 décembre 1830 pour Paul Guichonnet ou les sociétés savantes bourguignonnes, qui donnent comme lieu de naissance Dijon, tandis que l'on trouve Plan-de-Baix (Drôme) pour le site du Comité des travaux historiques et scientifiques. Plan-de-Baix semble plutôt le berceau familial. Victor-Bénigne est le nom du saint de la paroisse. On trouve son acte de naissance (n° 738) dans le registre des naissances de Dijon à la date du 7 décembre 1830.
Son père, Henri Flour de Saint-Genis (1800-1869), travaille pour les domaines, pour lesquels il occupe à de nombreuses reprises les fonctions de directeur,. Il est membre fondateur et Président de la Société d'archéologie et de statistique de la Drôme. Il est issu d'une famille issue de la noblesse de courtoisie de la Haute-Provence, qui s'est installée en Bourgogne.
À la suite de ses études, il entre dans l'Administration des Domaines, en 1854. Il travaille dans la Creuse, la Dordogne, les Vosges, le Limousin ainsi que dans la Drôme. À partir de 1863, il est muté à Albertville, puis à Chambéry. Il continue sa carrière en France et termine sa carrière comme conservateur dans l'un des bureaux des Hypothèques de Paris. 
Il est membre de nombreuses sociétés savantes. Il fut le président de la Société des sciences historiques et naturelles de Semur-en-Auxois, ainsi qu'un membre de l'Académie de Dijon et de la Société d'archéologie, d'histoire et de géographie de la Drôme (fondé par son père et son oncle, Henri Alexandre, en 1866). Il est un membre correspondant de l'Académie des sciences, belles-lettres et arts de Savoie en 1866,.
L'Académie française lui a décerné le Prix Thérouanne en 1870.
Il décède le 13 novembre 1904, dans le château de la Rochette, commune de Vic-de-Chassenay qu'il a acquis et fait restaurer. Il est enterré sur le territoire de la commune.

## Publications
- Histoire documentaire et philosophique de l'administration des domaines des origines à 1900 (2 volumes), Le Havre, 1901-1903 (lire en ligne).
- Manuel du Surnuméraire de l'Enregistrement, des Domaines et du Timbre, Delamotte, Paris, 1873 (10e édition), 604 pages (lire en ligne).
- Une page inédite de l'Histoire des Indes. Le Général de Boigne, 1751-1830, imp. Dupré, Poitiers, 1873, 438 pages.
- Saint-François de Sales et son temps, imp. Pouchet, Chambéry, 1869, 100 pages.
- Les Femmes d'autrefois : Jacqueline de Montbel, veuve de Coligny, 1561-1599, imp. Rousseau-Leroy, Arras, 1869, 157 pages
- Histoire de Savoie d'après les documents originaux depuis les origines les plus reculées jusqu'à l'annexion (3 volumes), Chambéry, Conte-Grand et Cie, 1868-1869 (lire en ligne). Prix Thérouanne de l'Académie française en 1870.
- « Réflexions sur l'Alésia de Savoie et sur le chapitre X de l'histoire de Jules César », Valence, 1867, plaquette de 24 pages extraite de Mémoires de la Société de statistique et d'archéologie de la Drôme.
- Soixante ans de l'Histoire de Savoie, 1499-1559, imp. Rousseau-Leroy, Arras, 1865, 107 pages.

## Référence
1. 1 2  Article de P. Guichonnet, p.163.
2. ↑  Mémoires de la Société Bourguignonne de Géographie et d'Histoire, 1905, p. X ; Mémoires de l'Académie des sciences, arts et belles lettres de Dijon, 1906, p. I.
3. 1 2 3 4  Fiche sur le site du Comité des travaux historiques et scientifiques.
4. 1 2 3 4 5 6 7 8  Article de P. Guichonnet, p.165.
5. 1 2  Henri Flour de Saint-Genis sur data.bnf.fr.
6. ↑  Fiche de « Société d'archéologie, d'histoire et de géographie de la Drôme » sur le site du Comité des travaux historiques et scientifiques.
7. ↑  « Etat des Membres de l'Académie des Sciences, Belles-Lettres et Arts de Savoie depuis sa fondation (1820) jusqu'à 1909 », sur le site de l'Académie des sciences, belles-lettres et arts de Savoie et « Académie des sciences, belles-lettres et arts de Savoie », sur le site du Comité des travaux historiques et scientifiques - cths.fr.